# Nimravidae
Os Nimravidae, também conhecidos como falsos dentes-de-sabre, são uma família extinta dos mamíferos carnívoros. Apesar de fisicamente lembrar os tigres dentes-de-sabre do gênero Smilodon, eles não são felideos, mas parentes inclusos na mesma subordem, Feliformia, tendo evoluído paralelamente em formas similares.
Os ancestrais dos nimravídeos divergiram de seu ancestral comum ao dos felideos, os viverrídeos, há cerca de 55 milhões de anos. Os primeiros fósseis reconhecíveis como nimravídeos são datados como sendo do fim do Eoceno (36 milhões de anos atrás). A diversidade dos nimravídeos aparentemente teve seu ápice cerca de 28 milhões de anos atrás e o grupo extinguiu-se no fim do Mioceno (5 milhões de anos).
Os nimravídeos distinguem-se dos verdadeiros gatos pelas características do crânio, nomeadamente pela estrutura do ouvido interno, e pela presença de uma falange óssea no maxilar inferior, onde encaixava o comprimento dos dentes caninos superiores, variável com a espécie, ficando assim protegidos de serem danificados. Esta última característica está também presente no grupo dos verdadeiros dentes-de-sabre (felinos macairodontídeos) e é muito notória nos dentes-de-sabre marsupiais (família Thylacosmilidae). No aspecto geral, os nimravídeos tinham corpos musculosos e parecido com o dos felinos, embora com as pernas fossem mais curtas e estrutura mais robusta. A cauda tinha comprimento variável de acordo com a espécie, mas era geralmente mais curta do que os gatos típicos possuem. Os nimravídeos possuíam garras retrácteis. A maior das espécies (da sub-família Barbourofelinae) chegava a atingir o tamanho de um urso pardo moderno. A dentição dos nimravídeos era bastante diferente à dos felinos modernos, que têm 44 dentes.
Sabe-se muito pouco dos comportamentos dos nimravídeos. As suas pernas curtas tornam pouco provável que fossem capazes de sustentar longas corridas, daí supor-se que a maioria das espécies caçasse de emboscada, mas algumas têm uma estrutura corporal que lhes permitia atingir grande velocidade em corridas curtas. Um crânio de Nimravus encontrado na América do Norte mostra uma perfuração de dimensões semelhantes à de um dente-de-sabre de Eusmilus, que provocou a morte do animal. Esta descoberta mostra que a relação destas espécies de nimravídeo envolvia competição.
As formas mais recentes de nimravídeos, como  Barbourofelis, levaram tão longe a tendência do grupo à robustez, volume muscular e ao tamanho dos caninos, que se imagina que tais animais eram predadores especializados na caça de presas lentas e de grande tamanho (como certas espécies pré-históricas de rinoceronte).

## Taxonomia
A maioria dos géneros e espécies de nimravídeos é conhecida apenas por fragmentos de ossos e esqueletos fósseis, o que faz com que esta classificação seja sujeita a mudanças de acordo com novas descobertas.
- Família Nimravidae Cope, 1880 sensu Trouessart, 1885
  - Subfamília Nimravinae Cope, 1880
    - Gênero Dinictis – Eoceno superior a Oligoceno inferior (40 - 30 Ma); presente na América do Norte; menor dos nimravídeos; plantígrado
      - Dinictis cyclops Cope, 1879
      - Dinictis felina Leidy, 1854
      - Dinictis priseus
      - Dinictis squalidens

    - Gênero Dinaelurus Eaton, 1922
      - Dinaelurus crassus Eaton, 1922

    - Gênero Dinailurictis
      - Dinailurictis bonali

    - Gênero Eofelis Kretzoi, 1938
    - Gênero Nimravides
      - Nimravides pedionomus

    - Gênero Nimravus Cope, 1879 – Oligoceno inferior a Mioceno inferior (36 - 16,5 Ma); presente em França e na América do Norte; comprimento até 1,2 metros; corpo semelhante ao de um caracal
      - Nimravus altidens
      - Nimravus brachyops (Cope, 1878)
      - Nimravus edwardsi
      - Nimravus gomphodus
      - Nimravus intermedius
      - Nimravus sectator Matthew, 1907

    - Gênero Pogonodon Cope, 1880
      - Pogonodon davisi
      - Pogonodon platycopis (Cope, 1879)

    - Gênero Quercylurus
      - Quercylurus major

  - Subfamília Hoplophoninae Kretzoi, 1929
    - Gênero Eusmilis Gervais, 1876 – Oligoceno superior (30,5 - 48,5 Ma); presente em França e na América do Norte; dentes caninos muito longos com falange mandibular proeminente
      - Eusmilis bidentatus (Filhol, 1872)
      - Eusmilis cerebralis (Cope, 1880)
      - Eusmilis sicarius

    - Gênero Hoplophoneus Cope, 1874
      - Hoplophoneus belli
      - Hoplophoneus dakotensis (Hatcher, 1895)
      - Hoplophoneus occidentalis (Leidy, 1866)
      - Hoplophoneus latidens
      - Hoplophoneus mentalis Sinclair, 1921
      - Hoplophoneus primaevus (Leidy, 1851)
      - Hoplophoneus robustus

  - Subfamília Barbourofelinae Schultz et al., 1970 (o posicionamento da sub-família Barbourofelinae em Nimravidae é incerto)
    - Gênero Barbourofelis
      - Barbourofelis fricki
      - Barbourofelis loveorum (B lovei)
      - Barbourofelis morrisi
      - Barbourofelis osborni
      - Barbourofelis piveteaui (Megantereon pivetaui)
      - Barbourofelis vallensiensis (Sansanosmilus jourdani vallensiensis)
      - Barbourofelis whitfordi

    - Gênero Prosansanosmilus
      - Prosansanosmilus eggeri
      - Prosansanosmilus peregrinus

    - Gênero Sansanosmilus
      - Sansanosmilus jourdoni (Albanosmilus jourdani)
      - Sansanosmilus jourdoni andresi
      - Sansanosmilus palmidens (Albanosmilus, Grivasmilus)

    - Gênero Syrtosmilus
    - Gênero Vampyrictis
      - Vampyrictis vipera

    - Gênero Vishnusmilus

Nota: Ma = milhões de anos